# Madame Pierre Oger
'Madame Pierre Oger' est un cultivar de rosier Bourbon obtenu en 1878 par le rosiériste français Pierre Oger. Il s'agit d'un sport de la rose 'Reine Victoria' dont il diffère par la couleur des fleurs. Il doit son nom à l'épouse de l'obtenteur, ou selon une autre source à sa mère.

## Description
Il s'agit d'un rosier tétraploïde dont le buisson mesure de 100 cm à 145 cm de hauteur et de 90 cm à 120 cm de largeur et le feuillage est vert clair. Ses petites fleurs doubles en forme de coupe, comme un nénuphar, sont de couleur rose nacré aux nuances lilas et leur fragrance est légère (6/10). Elles mesurent de 6 cm à 9 cm de diamètre. Ce rosier est faiblement remontant.

## Culture
Au début du printemps, il est nécessaire de le tailler au tiers et de mettre les branches parallèles à la terre pour favoriser la floraison. L'on peut admirer cette variété à la roseraie des roses de Normandie, près de Rouen.